# スーパーモンキーボール バナナランブル
『スーパーモンキーボール バナナランブル』（Super Monkey Ball Banana Rumble）はセガより2024年6月25日に発売されたNintendo Switch用ゲームソフト。

## 概要
本作ではシリーズ初となる最大16人のオンライン対戦モードを搭載しており、従来シリーズで1人プレイ専用だったメインモードは最大4人の同時プレイが可能となった。また、新たなアクションとして、高速移動や段差でのジャンプを行う「スピンダッシュ」が追加された。
通常版のほかに「デジタルデラックス版」も発売される。これには、ゲーム本編に加え、セガのキャラクター6体などを追加配信するDLC「セガパス」が含まれている。

## ゲームモード
アドベンチャーモード
従来シリーズのメインモードに該当するモード。サルのキャラクターが入ったボールを操作して制限時間内にゴールすることを目指す。200ステージを収録。
オフラインまたはオンラインでの最大4人の同時プレイが可能で、オフライン時には1台のゲーム機本体で画面を4分割して遊ぶことができる。
バトルモード
最大16人のプレイヤーで行うオンラインモード。
レース
様々なギミックが施されたステージでゴールを目指す。
バナナコレクター
ステージ内に配置されたバナナを制限時間内に最も多く集めたプレイヤーの勝利となる。
ロボブレイカー
ステージ内に配置されたロボットに体当たりして撃破しハイスコアを目指す協力プレイモード。